# Guus Dräger
Gustav Karl Dräger dit Guus Dräger (né le 14 décembre 1917 à Amsterdam, et mort le 24 mai 1989 à Amsterdam) est un joueur de football international néerlandais, qui évoluait au poste de milieu de terrain.

## Biographie

### Carrière en club
Avec l'Ajax, il remporte la coupe des Pays-Bas en 1943 et le championnat néerlandais en 1947.

### Carrière en sélection
Avec l'équipe des Pays-Bas, il joue 13 matchs (pour 5 buts inscrits) entre 1939 et 1948. 
Il inscrit deux buts contre les Indes orientales néerlandaises pour une victoire 9 buts à 2 avec les Pays-Bas, le 26 juin 1938, mais la KNVB ne reconnaît pas le match.
Il marque deux buts en 1939, un en 1946, et enfin deux en 1947. Ces buts sont inscrits contre la Belgique, à l'exception du dernier, contre la Suisse.
Il est inscrit dans les réservistes lors des Jeux olympiques de 1948, mais ne joue aucune minute.

## Palmarès
- Champion des Pays-Bas en 1947 avec l'Ajax Amsterdam
- Vice-champion des Pays-Bas en 1946 avec l'Ajax Amsterdam
- Vainqueur de la Coupe des Pays-Bas en 1943 avec l'Ajax Amsterdam